# (16731) Mitsumata
(16731) Mitsumata (1996 HK1) – planetoida z pasa głównego asteroid okrążająca Słońce w ciągu 3,32 lat w średniej odległości 2,22 j.a. Odkryta 17 kwietnia 1996 roku.